# Изабелла Стюарт
Изабе́лла Стю́арт (англ. Isabel Stuart; 28 августа 1676, Сент-Джеймсский дворец — 2 марта 1681, там же) — англо-шотландская принцесса из дома Стюартов; дочь короля Якова II от его брака с Марией Моденской. Родилась и умерла в правление дяди Карла II, не имевшего законных детей. На протяжении всей жизни, с небольшим перерывом в 1677 году, Изабелла занимала четвёртое место в линии престолонаследия после отца и единокровных сестёр Марии и Анны.

## Биография
Изабелла родилась 28 августа 1676 года в Сент-Джеймсском дворце и была второй дочерью и вторым ребёнком Джеймса Стюарта, герцога Йоркского (будущего короля Якова II), и его второй жены Марии Моденской. По отцу девочка была внучкой короля Англии, Ирландии и Шотландии Карла I и французской принцессы Генриетты Марии; по матери — герцога Модены и Реджио Альфонсо IV д’Эсте и мазаринетки Лауры Мартиноцци. Принцесса родилась в правление дяди Карла II, не имевшего законных детей.
Появление на свет Изабеллы стало результатом четвёртой беременности Марии Моденской: в марте или мае 1674 и октябре 1675 года мать принцессы родила мёртвых детей, а в промежутке между ними, 10 января 1675 года, — дочь Екатерину Лауру, умершую в октябре того же года. Всего же предположительно из двенадцати беременностей Марии Моденской только семь завершились рождением живых детей; двое из них родились и умерли при жизни Изабеллы — Чарльз, проживший чуть больше месяца, и Елизавета, умершая сразу после рождения. Кроме того, у Изабеллы было две сестры, доживших до зрелого возраста, от первого брака отца с Анной Хайд — Мария и Анна; обе они впоследствии стали королевами Англии, Ирландии и Шотландии (с 1707 года — Королевства Великобритания) в собственном праве.
В 1678 году разразился Папистский заговор, а следом за ним и антикатолическая истерия, и родители принцессы — оба католики — были вынуждены покинуть Англию. Герцогская чета была выслана в Брюссель, находившийся под властью испанского короля Карла II; официальной причиной поездки стал длительный визит в гости к единокровной сестре Изабеллы принцессе Марии и её супругу Вильгельму. Вместе с родителями в поездку отправилась сама Изабелла, а также её вторая единокровная сестра Анна. В Брюсселе Изабеллу и её родителей навестила мать Марии Моденской Лаура Мартиноцци, проживавшая в Риме. Новость о болезни короля Карла II, настигшая герцогскую чету в 1679 году, заставила родителей Изабеллы поторопиться с возвращением на родину: они опасались, что старший незаконнорождённый сын Карла II герцог Монмут, командующий английскими войсками, воспользуется ситуацией и захватит трон после смерти отца. Дело усугублялось тем, что Монмута поддерживали сторонники билля об отводе в Палате общин, целью которого было отстранение от престолонаследия отца Изабеллы.
Король выздоровел, однако, по его мнению, Йорки вернулись домой слишком рано, и он выслал герцогскую чету в Эдинбург, даровав брату должность лорда-верховного комиссара Шотландии. При этом Изабелла и Анна по приказу короля остались в Лондоне. Родители навестили принцессу в феврале 1680 года, пробыв с ней до октября того же. Встреча с родителями в Лондоне стала последней в жизни Изабеллы: 2 (по другим данным — 4) февраля 1681 года она умерла в Сент-Джеймсском дворце. Тело принцессы было захоронено в Вестминстерском аббатстве. Смерть дочери ввергла Марию Моденскую в религиозную манию, обеспокоившую её врача.

## Комментарии
1. ↑  Также могла именоваться Изабелла Йоркская.